# Halve marathon van Sapporo
De Halve marathon van Sapporo (Japans:札幌国際ハーフマラソン大会,Sapporo Kokusai hāfumarason taikai) is een wedstrijd die tot en met 2012 elke zomer in de Japanse stad Sapporo werd gehouden. 
De eerste editie vond plaats in 1958, waarbij gelopen werd over de marathon-afstand. Vanaf 1974 mat de wedstrijd een afstand van 30 km. In 1981 werd er ook een vrouwenwedstrijd georganiseerd over 20 km. In 1986 is het parcours gewijzigd in een halve marathon.
Na de editie van 2012 kwam er een eind aan het evenement, omdat de omroeporganisatie die de wedstrijd vanaf het begin had gesteund, zich had teruggetrokken.

## Parcoursrecords
- Mannen: 59.54 - Mekubo Mogusu  Kenia (2007)
- Vrouwen: 1:08.14 - Mizuki Noguchi  Japan (2006)

## Uitslagen
| Jaar         | Snelste man         | Land     | Tijd    | Snelste vrouw     | Land             | Tijd    |
| ------------ | ------------------- | -------- | ------- | ----------------- | ---------------- | ------- |
| 1 juli 2012  | Martin Mathathi     | Kenia    | 1:01.35 | Mai Ito           | Japan            | 1:10.52 |
| 3 juli 2011  | Cyrus Njubi         | Kenia    | 1:01.47 | Florence Kiplagat | Kenia            | 1:10.29 |
| 4 juli 2010  | Cyrus Njubi         | Kenia    | 1:01.20 | Yuri Kanō         | Kenia            | 1:11.46 |
| 5 juli 2009  | Gideon Ngatuny      | Kenia    | 1:00.39 | Yurika Nakamura   | Japan            | 1:09.20 |
| 15 juni 2008 | Mekubo Mogusu       | Kenia    | 1:00.52 | Yuri Kanō         | Japan            | 1:08.57 |
| 8 juli 2007  | Mekubo Mogusu       | Kenia    | 59.54   | Mizuki Noguchi    | Japan            | 1:08.22 |
| 8 juli 2006  | Cyrus Njubi         | Kenia    | 1:01.16 | Mizuki Noguchi    | Japan            | 1:08.14 |
| 3 juli 2005  | Mekubo Mogusu       | Kenia    | 1:01.28 | Catherine Ndereba | Kenia            | 1:09.24 |
| 4 juli 2004  | James Mwangi        | Kenia    | 1:01.28 | Hiromi Ominami    | Japan            | 1:08.45 |
| 6 juli 2003  | John Kanyi          | Kenia    | 1:02.08 | Catherine Ndereba | Kenia            | 1:08.23 |
| 7 juli 2002  | Samuel Kabiru       | Kenia    | 1:01.11 | Catherine Ndereba | Kenia            | 1:08.57 |
| 1 juli 2001  | James Wainaina      | Kenia    | 1:01.52 | Lidia Şimon       | Roemenië         | 1:09.46 |
| 2 juli 2000  | Laban Kagika        | Kenia    | 1:02.16 | Naoko Takahashi   | Japan            | 1:09.10 |
| 18 juli 1999 | John Kanyi          | Kenia    | 1:01.32 | Lidia Şimon       | Roemenië         | 1:08.51 |
| 20 juni 1998 | Erick Wainaina      | Kenia    | 1:02.56 | Ari Ichihashi     | Japan            | 1:11.46 |
| 20 juli 1997 | Stephen Mayaka      | Kenia    | 1:03.57 | Ari Ichihashi     | Japan            | 1:11.03 |
| 7 juli 1996  | Stephen Mayaka      | Kenia    | 1:02.02 | Kazumi Kanbayashi | Japan            | 1:09.40 |
| 16 juli 1995 | Stephen Mayaka      | Kenia    | 1:01.43 | Naomi Sakashita   | Japan            | 1:10.10 |
| 17 juli 1994 | Tadesse Gebre       | Ethiopië | 1:04.29 | Mari Tanigawa     | Japan            | 1:13.53 |
| 18 juli 1993 | Luketz Swartbooi    | Namibië  | 1:02.02 | Olga Appell       | Mexico           | 1:10.38 |
| 5 juli 1992  | Kenjiro Jitsui      | Japan    | 1:02.59 | Eriko Asai        | Japan            | 1:12.29 |
| 7 juli 1991  | Hitoshi Saotome     | Japan    | 1:04.39 | Lisa Rainsberger  | Verenigde Staten | 1:13.50 |
| 8 juli 1990  | Juma Ikangaa        | Tanzania | 1:03.56 | Lisa Rainsberger  | Verenigde Staten | 1:12.54 |
| 2 juli 1989  | Juma Ikangaa        | Tanzania | 1:02.56 | Lisa Ondieki      | Australië        | 1:12.25 |
| 26 juni 1988 | Juma Ikangaa        | Tanzania | 1:03.22 | Kumi Araki        | Japan            | 1:13.30 |
| 21 juni 1987 | Toshihiro Shibutani | Japan    | 1:05.40 | Eriko Asai        | Japan            | 1:14.50 |
| 22 juni 1986 | Skazuya Nishimoto   | Japan    | 1:33.08 | Kumi Araki        | Japan            | 1:15.31 |